# Robert Raes
Robert Raes (Gent, 2 november 1918 – Antwerpen, 31 oktober 2011) was een Belgisch rooms-katholiek priester.

## Levensloop
Raes werd tot priester gewijd te Mechelen op 24 juli 1943 en werd voor een korte periode de onderpastoor van Sint-Jozefskerk te Mortsel. Van 1943 tot 1946 was hij priester-student aan de Katholieke Universiteit Leuven.
Hij begon als leraar aan het Sint-Romboutscollege in Mechelen en was van 1947 tot 1955 professor aan het Mechelse Grootseminarie.
Op 3 juli 1955 werd hij in Deurne verwelkomd als nieuwe pastoor van de Sint-Rochusparochie in opvolging van Jozef Holthof. Het onthaal was overweldigend met een optocht van verschillende verenigingen uit Deurne, zoals de turngroep Amaryllis, de harmonie "De Drie Koningen", de Jongensbond en Madeliefjes, afdelingen van KAV en VKAJ, en afvaardigingen van de jongensschool St.-Rochus en de meisjesschool St.-Anna. Met de missie "Kerk dicht bij de mensen" richtte hij twee bijkomende parochies op: Pius X met pastoor Omer Beck en Lodewijk van Montfort met pastoor Jaap Tol.
In 1960 werd hij tot president van het St.-Jozefseminarie in Mechelen benoemd door kardinaal Van Roey. Van 19 mei 1962 tot 31 maart 1988 was hij vicaris-generaal van het bisdom Antwerpen. Hij richtte de opleiding voor pastorale werk(st)ers op, die nadien werd opgenomen in het Theologische en Pastoraal Centrum van Schilde.
Robert Raes was van 1985 tot 1999 rector van de Grauwzusters van Antwerpen en van 1988 tot 2000 interdiocesaan proost van De Gulden Leeftijd.

## Titels en onderscheidingen
- 13/08/1960 erekanunnik
- 01/09/1962 huisprelaat van de Paus